# Palissaderna

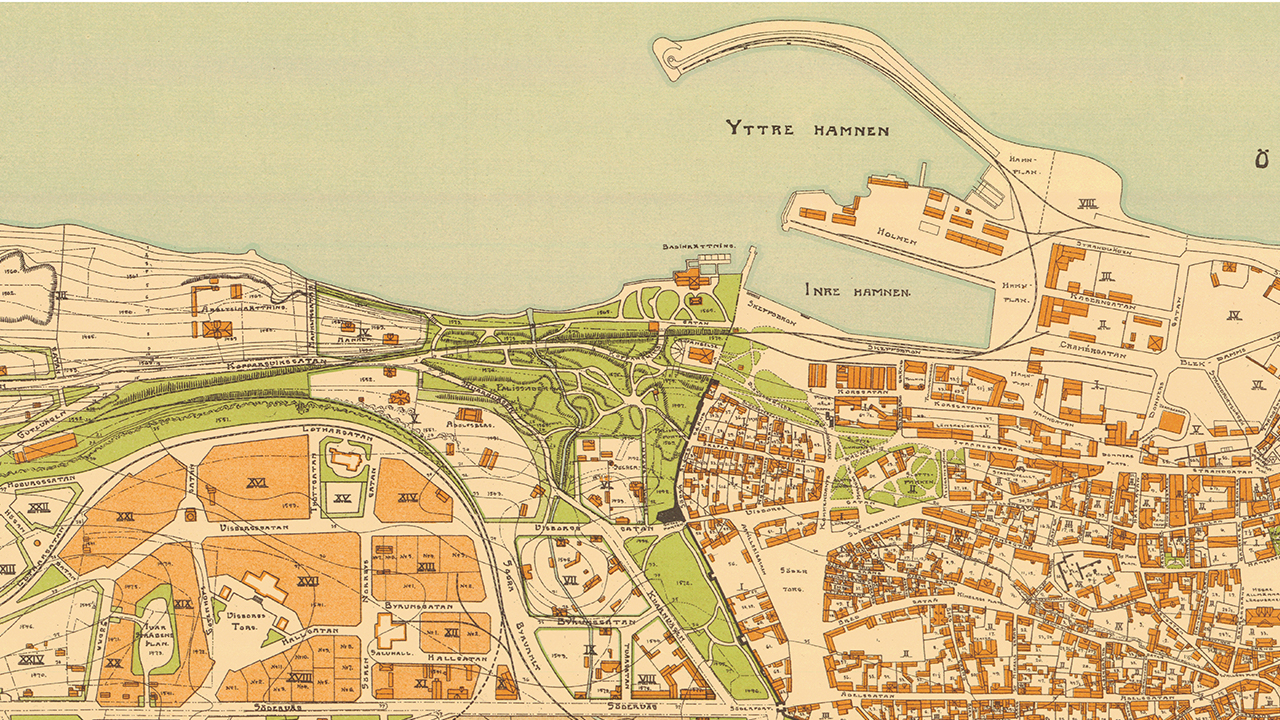
Palissadernas läge på Visby stadskarta från 1912.

Palissaderna är en park som ligger precis söder om Visby ringmur och mitt emot den nuvarande hamnterminalen. Namnet kommer från det utanverk med palissaderingar som fanns utanför den södra delen av Visborgs slott. 

## Historik
Inför besöket av änkedrottning Josefina sommaren 1861 beslutade Visby planteringsgille att anlägga en park. Änkedrottningen hade med sig sin dotter prinsessan Eugénie som tyckte om Gotland och senare lät bygga Villa Fridhem söder om Visby. Vid den här tiden bildas det i Visby, liksom i många andra städer i Sverige, ett trädgårdssällskap som arbetade med planteringar och anläggningar i städerna. Planteringsgillet bildades 1859 av bland annat Pehr Arvid Säve och Oscar Anian Westöö.
Anläggningen fick namnet Palissaderna och blev uppskattad av änkedrottningen Josefina som förklarar sig som ”planteringarnes inom ön Beskyddarinna” och låter hälsa att hon ”särskilt fästat sin höga uppmärksamhet wid de af PlanteringsGillet påbörjade anläggningar” och skänkte därför 1000 riksdaler till Planteringsgillet. Palissaderna blev senare även en uppskattad promenadpark både för Visbybor och besökare på den närliggande Visby Kuranstalt som låg i anslutning till den inre hamnen mellan åren 1855-1914.

## Bilder

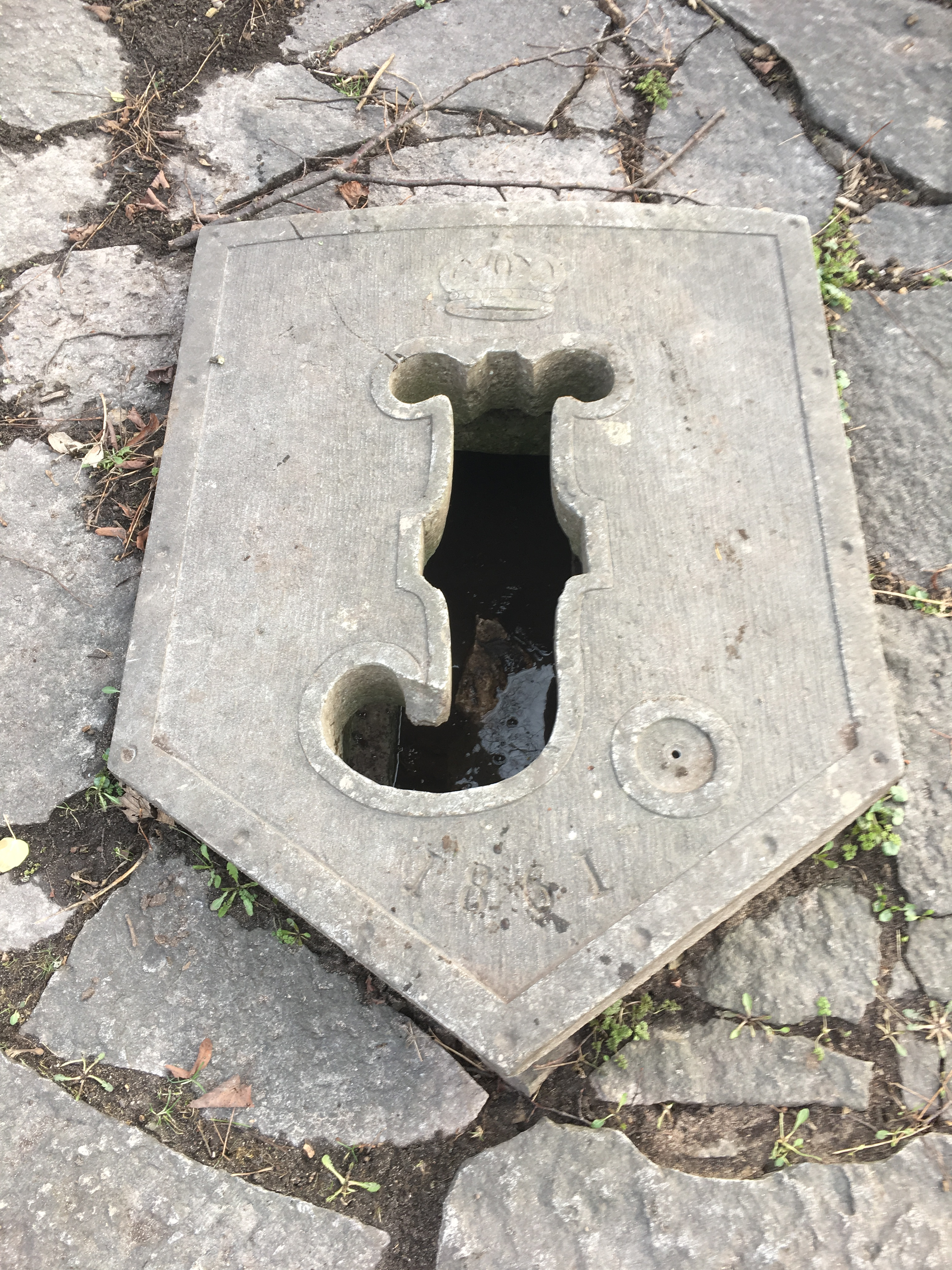
Josefinakällan invigdes 1861
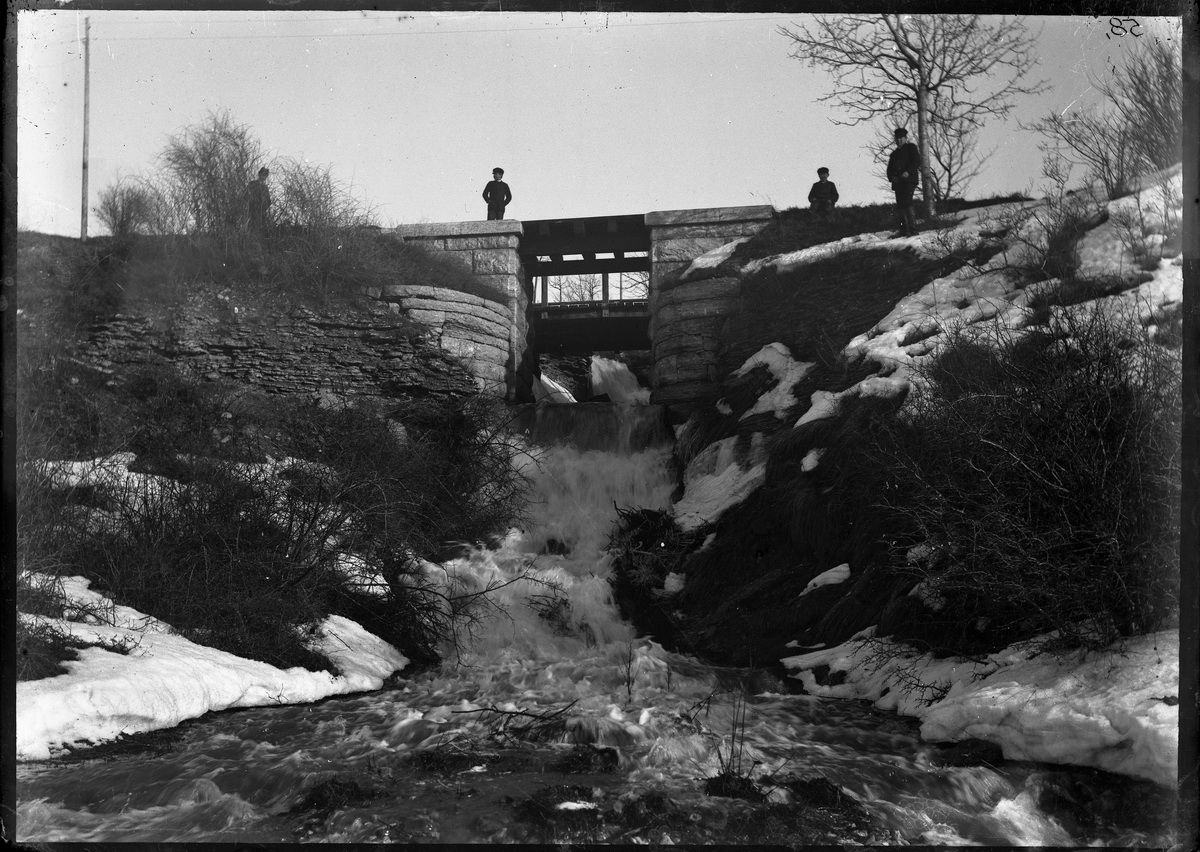
Järnvägsbron över vattenfallet 1895
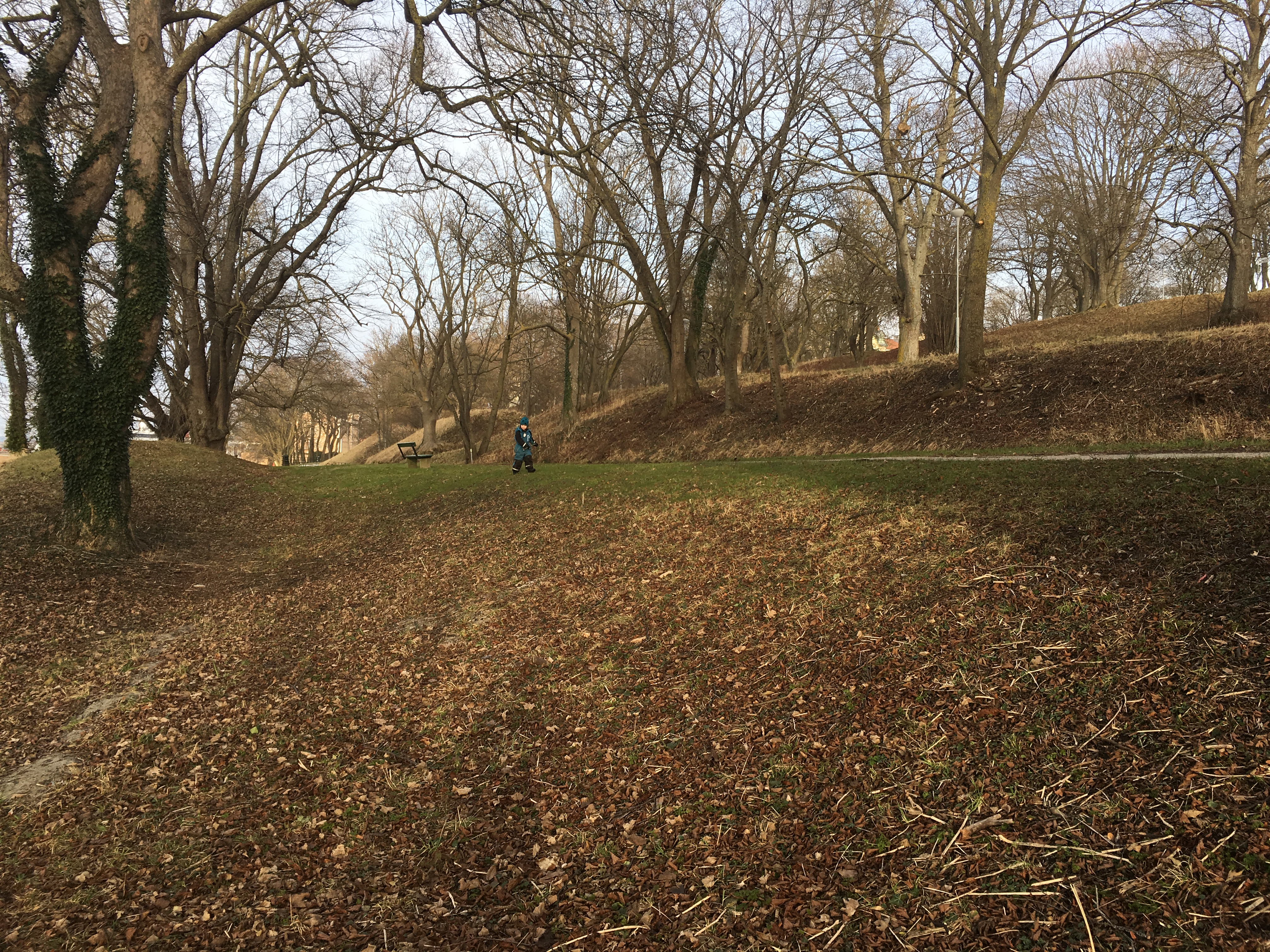
Palissaderna vintern 2018